# Hildegard Delius
Hildegard Delius (geb. Oppe; * 10. Oktober 1896 in Lichterfelde bei Berlin; † 28. Dezember 1955 in Hameln) war eine deutsche Malerin.

## Leben
Delius war eine Tochter von Julius Oppe und dessen Frau Magdalena (geborene Loesner). Sie schloss am 27. Februar 1913 die Städtische Höhere Mädchenschule in Dresden-Neustadt mit dem Abitur ab. Vom 29. September 1914 bis zum 15. Juli 1915 besuchte sie an der Königlichen Kunstgewerbeschule einen Jahreskurs zur Erziehung des Schönheitssinnes und belegte im Jahr darauf einen Kurs zum graphischen Zeichnen. Von Mai bis Juni 1923 fertigte sie für die kunstgewerblichen Werkstätten (Bebeka-Kunstwerkstätten GmbH, München) Buntpapiere nach Vorgaben an. Außerdem war sie in München beim Bilderdienst für illustrierte Presse, Kester & Co angestellt und mit der Negativ- und Positivretusche betraut. Danach arbeitete sie bis zum März 1925 auf Messen des Wirtschaftsbundes Sächsischer Kunsthandwerker als Verkäuferin.
1925 heiratete sie Klaus Delius, den sie bei einer Messe am Stand der 1923 von Gertrud Kraut gegründeten und bis 1965 bestehenden Hamelner Töpferei kennengelernt hatte. Sie zog zu ihrem Mann nach Hameln und arbeitete bis 1926 in der Hamelner Töpferei unter der künstlerischen Leitung von Anni Rawitscher an abstrakten Band- und Liniendekoren mit.
1927 verließ das Ehepaar Hameln. Delius arbeitete in der Porzellanfabrik Carstens als Keramikerin, zuerst in Rheinsberg und ab 1931 in Neuhaldensleben. Im Rheinsberger Betrieb war sie für die Dekore der Rheinsberger Keramik verantwortlich. 1933 kehrte sie mit ihrem Mann nach Hameln zurück und Delius übernahm die künstlerische Leitung der Töpferei. Die betriebswirtschaftliche und technische Leitung führte ab 1934 ihr Mann. Am 31. Juli 1936 verunglückte Klaus Delius tödlich bei einem Autounfall bei Celle.

## Wirken in der Hamelner Töpferei
In den Jahren 1933 und 1934 wurden zunächst noch Formen von Kraut, Rawitscher, Möller und Douglas-Hill hergestellt, letztere hatten während der künstlerischen Leitung unter Anni Rawitscher verschiedene Kooperationen mit der Töpferei. Danach bildeten die Modelle von Hildegard Delius den Schwerpunkt der Produktion. Sie kennzeichnete ihre Modelle mit einem D vor der Formnummer auf der Unterseite der Keramiken. Unter ihren Formentwürfen überwogen bis um 1945 bauchige und geschwungene Formen vornehmlich für Vasen. Ihre Arbeiten waren in der Anfangszeit stark von den Formen aus der Porzelanfabrik C. & E. Carstens beeinflusst.
Unter Delius wurde außerdem Gartenkeramik mit in den Bestand der Töpferei aufgenommen, die beispielsweise auf der Reichsgartenschau in Dresden, 1937 auf der Messe im Grassimuseum und schließlich über die Willy Weidner G.m.b.H. im Petershof in Leipzig gezeigt wurden. Eine weitere Neuerung für die Töpferei und Delius war die Einführung von Baukeramik in Form von handbemalten Fliesen für Servier-, Rauch- und Gartentischplatten. Eine Kooperation ging Delius mit der Malerin und Keramikerin Lucie Scherer-Brandt und dem Architekten und Keramiker Arnold Scherer ein, die ab 1936 eine Serie kleiner Tierfiguren in naturalistischen Ausformungen anfertigten.
1950 traten ihre Söhne Nikolaus und Peter Delius als Mitarbeiter in die Töpferei ein. Der Formentwurf blieb jedoch weiter in der Hand von Hildegard Delius. Nach 1945 wurden weiterhin einige Modelle von Gertrud Kraut und Anni Rawitscher hergestellt. Nach ihrem Tod 1955 übernahmen Nikolaus und Peter Delius die Leitung der Töpferei, die bis 1965 bestand.

### Stil der Hamelner Töpferei unter der künstlerischen Leitung von Hildegard Delius
Im Vergleich zu ihrer Vorgängerin Anni Rawitscher veränderte sich die Formsprache der Hamelner Töpferei unter Delius weg von abstrakten, geometrischen Maldekoren, die nur noch in den farblich gestalteten Gefäßrändern auftauchten. Sie führte eine neue Formsprache von figürlichen, volkstümlichen Motiven, wie beispielsweise Bauernblumen, ein. Es ist nicht nachweisbar, dass diese Motive von ihr selbst entwickelt wurden. Die Hamelner Töpferei folgte mit ihren stilistischen Elementen einer gesamtdeutschen Entwicklung, die nicht mehr überwiegend von Maldekoren geprägt war, sondern mehr einfarbige Glasuren aufwies. Diese waren unter ihrer Führung vor allem geflockt und gewölkt. Ihr Mann entwickelte Mattglasuren und es wurden Craqueléeglasuren angewendet. Diese Entwicklung spiegelte sich auch auf den Frühjahrsmessen in Leipzig wider. In der Töpferei zeigte sich eine Rückbesinnung auf das Handwerkliche. Neu war die Einarbeitung von Riefen, Drehrillen und Wülsten, um die Gefäßwandungen plastisch auszugestalten. Engoben in verschiedenen Brauntönen waren ein typisches Merkmal für die Keramiken der Töpferei.

### Rezeption der Töpferei unter der künstlerischen Leitung von Hildegard Delius
Die Keramiken der Hamelner Töpferei fanden in den 1930er Jahren weiterhin durch ihre Ausstellungen auf den Leipziger Grassimessen Anerkennung. Außerdem wurden Keramiken von verschiedenen Museen angekauft und Publikationen über die Töpferei veröffentlicht. Es wurden beispielsweise 1935 Keramiken für Die Neue Sammlung des Bayerischen Nationalmuseums erworben und Formen von Delius wurden 1939 in die Publikationen Deutsche Warenkunde von Heinrich Wichmann aufgenommen. Schon 1935 waren einzelne Werke aus der Töpferei bei der Ausstellung Deutsche Kunst und deutsches Kunsthandwerk der Gegenwart gezeigt worden. 1938 verzeichnete der Betrieb weitere Erfolge. Auf der Ersten Internationalen Handwerksausstellung in Berlin wurde der Töpferei eine Medaille verliehen und sie stellte auf der 2. Deutschen Architektur- und Kunsthandwerk-Ausstellung im Haus der Deutschen Kunst in München aus. 1940 wurden Modelle von Delius auf der Ausstellung Formschönes Gebrauchsgut für den Export in Leipzig gezeigt. In der Zeitschrift Die Schaulade wurden Formen und Dekore durch Kataloge, Preislisten, Werbeanzeigen und Werkfotografien beworben.

## Ausstellungen
- 1935: 2. Deutschen Architektur- und Kunthandwerk-Ausstellung im Haus der Deutschen Kunst, München.
- 1935: Willy Weidner G.m.b.H. im Petershof, Leipzig
- 1935: Deutsche Kunst und deutsches Kunsthandwerk der Gegenwart, initiiert durch Heinrich Wichmann
- 1937: Leipziger Messe im Grassimuseum, Leipzig
- 1937: Reichsgartenschau, Dresden
- 2022: Ansehen: Kunst und Design von Frauen 1880–1940, Bröhan-Museum, Berlin